# Дюфли, Жак
Жак Дюфли (фр. Jacques Duphly, также Jacques Du Phly; 12 января 1715 — 15 июля 1789) — французский клавесинист и композитор.

## Начало карьеры органиста
Родился в Руане, Франция, в семье Жака-Агаты Дюфли и Мари-Луизы Буавен. В детстве Жак изучал игру на клавесине и органе и работал органистом в соборе в Эвре. Он получил свою первую должность в соборе Святого Элуа в возрасте девятнадцати лет. В 1740 году он добавил вторую должность в церкви Нотр-Дам-де-ла-Ронд, на которой он оставался с помощью своей сестры Мари-Анны-Агаты, заменявшей его. Его учителями были Франсуа д'Агинкур и Жан-Жак Руссо. Позже Руссо попросил его внести вклад в его словарь для статей, касающихся искусства игры на клавесине.

## Карьера клавесиниста
В 1742 году, после смерти своего отца, Дюфли решил переехать в Париж, где полностью отказался от игры на органе и посвятил себя клавесину. Он прославился как исполнитель и педагог. Согласно Луи-Клоду Дакену: «Некоторое время он был органистом в Руане, но, несомненно, обнаружив, что у него больший дар к клавесину, он оставил свой первый инструмент. Можно предположить, что он преуспел, поскольку в Париже его принимают за очень хорошего клавесиниста. Ему присущи легкость прикосновений и определенная мягкость, которые, поддерживаемые орнаментами, чудесным образом передают характер его произведений.» По словам Фридриха Вильгельма Марпурга, «он посвятил себя игре на клавесине…».
Жак Дюфли опубликовал четыре тома музыки для клавесина в 1744, 1748, 1756 и 1768 годах. Последняя книга содержала произведение, под названием La Pothouin. Паскаль Таскин, мастер по изготовлению клавесинов, считал его одним из лучших учителей в Париже.

## Дальнейшая жизнь
Через некоторое время после публикации своего четвертого тома сочинений Дюфли фактически исчез из общественной жизни по неизвестным причинам. В 1788 году в объявлении в «Женераль де ля Франс» говорилось: «Мы хотим знать, что случилось с месье Дюфли, ранее мастером игры на клавесине в Париже, где он был в 1767 году. Если его больше не существует, мы хотели бы встретиться с его наследниками, с которыми нам нужно связаться.»
Жак Дюфли умер 15 июля 1789 года, на следующий день после штурма Бастилии, в квартире в отеле Жюинье, одинокий, всеми забытый, со своей библиотекой — и без клавесина. Этот факт может приоткрыть завесу тайны: в 1785 году по тому же адресу проживал Антуан де Сартин, бывший начальник полиции и бывший министр военно-морского флота. Дюфли оставил имущество своему слуге, который был с ним в течение 30 лет.
Известно всего 52 произведения Дюфли, большинство из которых были опубликованы при его жизни в четырех томах «Музыка для клавесина», упомянутых выше.